# Alfred Guzzetti
Alfred Guzzetti (* 1942) ist ein US-amerikanischer Filmemacher auf dem Gebiet des experimentellen und Dokumentarfilms.

## Leben
Guzzetti besuchte in den 1960er Jahren an der Harvard University die Filmklasse von Robert Gardner und gab dann Kurse für Neue Medien an der Harvard Graduate School of Education. Nach verschiedenen Kurzfilmen und dem Dokumentarfilm Notes on the Harvard Strike (1969) entstand die Filmoper Air, die beim Chicago International Film Festival 1972 den Ersten Preis in der Kategorie experimenteller Film erhielt.
Einen autobiographischen Hintergrund hatten die Filme Family Portrait Sittings (1975) und Scenes from Childhood (1980), die am Whitney Museum of American Art uraufgeführt wurden, sowie Time Exposure (2011) und The Gifts of Time (2018). In Zusammenarbeit mit der Photographin Susan Meiselas und dem Filmemacher Richard P. Rogers entstanden die Filme Living at Risk: The Story of a Nicaraguan Family (1985) und Pictures from a Revolution (1991), in Zusammenarbeit mit den Anthropologen Ákos Östör und Lina Fruzzetti Seed and Earth (1994) und Khalfan and Zanzibar (1999).
Mehrfach arbeitete Guzzetti auch mit Komponisten zusammen, so mit Earl Kim (Exercises en Route, 1971), Kurt Stallmann (SONA, 2005; Moon Crossings, 2011) und Ivan Tcherepnin (Sky Piece, 1978). Mit Stallmann entstanden zudem die Multimediaprojekte Breaking Earth (2008), Time Present (2013), Among Rivers (2019) und Open Air (2023).

## Filmografie
Seit den 1990er Jahren entstand eine Reihe von Videoproduktionen:
- 1993: Rosetta Stone
- 1996: What Actually Happened
- 1997: Under the Rain
- 1998: A Tropical Story
- 2000: The Tower of Industrial Life
- 2002: Down from the Mountains
- 2003: Calcutta Intersection
- 2004: América Central
- 2004: History of the Sea
- 2009: Still Point
- 2015: Renewal
- 2020: The Falcon Cannot Hear the Falconer
- 2022: Daybook
- 2023: Passage
- 2023: Against the Light
- 2024: Étude
- 2024: First Lessons in Nature Study
- 2025: The Light Itself
- 2025: A Month of Long Days
- 2025: Ode
- 2025: Video Notebook